# Léonidas Nitereka

Bischofswappen von Léonidas Nitereka

Léonidas Nitereka (* 1. September 1960 in Martyazo) ist ein burundischer römisch-katholischer Geistlicher und Bischof von Rutana.

## Leben
Léonidas Nitereka studierte Philosophie am Priesterseminar Saint Curé d’Ars in Bujumbura und Theologie am Priesterseminar in Gitega. Am 17. August 1986 empfing er in Gitega das Sakrament der Priesterweihe für das Bistum Bururi.
Nach der Priesterweihe war er für ein Jahr Seelsorger für die Oberschulen des Bistums und anschließend bis 1990 Pfarrer in Murago. Von 1990 bis 1997 war er Diözesanökonom, anschließend ging er für weiterführende Studien nach Italien. Von 1997 bis 2006 war er neben seinen Studien im Erzbistum Florenz in der Seelsorge tätig. An der Päpstlichen Universität Gregoriana wurde er in theologischer Anthropologie promoviert. Nach der Rückkehr in seine Heimatdiözese war er von 2007 bis 2012 Rektor des Knabenseminars und Präsident des Diözesanklerus. Ab 2010 war er Generalvikar und Seelsorgeamtsleiter des Bistums Bururi.
Papst Franziskus ernannte ihn am 15. Februar 2025 zum Bischof von Rutana. Der Apostolische Nuntius in Burundi, Erzbischof Dieudonné Datonou, spendete ihm am 12. April desselben Jahres im kommunalen Stadion von Rutana die Bischofsweihe. Mitkonsekratoren waren sein Amtsvorgänger und Erzbischof von Gitega, Bonaventure Nahimana, und der Bischof von Bururi, Salvator Niciteretse.